# Fabrice N’Guessi
Fabrice N'Guessi (Ouenzé, 1988. február 27. –)  kongói válogatott labdarúgó, a Vidad Casablanca játékosa.
A kongói válogatott tagjaként részt vesz a 2015-ös afrikai nemzetek kupáján.